# J'me bats pour toi
Singles de Keen'v
Dis-moi oui
(2014) Viens je t'emmène
(2014)
J'me bats pour toi est un extrait de l'album Saltimbanque du chanteur Keen'v sorti en 2014.
Le clip de J'me bats pour toi est sorti le 1er octobre 2014. 
Cette chanson parle d'un homme qui a perdu sa femme en voiture : « J'ai peur d'oublier chacun de nos moments passés / Et je rêve en secret que tu reviennes me retrouver. Comme si de rien n'était » dit Keen'V.

## Classement par pays
| Classement (2015) | Meilleure position |
| ----------------- | ------------------ |
| France (SNEP)     | 65                 |